# 呼气虫属
呼气虫屬（學名：Pneumodesmus）是一類已灭绝的马陆，其下只有紐氏呼氣蟲（Pneumodesmus newmani）一個種，生存于志留纪末期，是最早的多足類物種之一，也是已知最早的陸生動物之一。其樣本於2004年在蘇格蘭亞伯丁郡斯通黑文發現。

## 发现

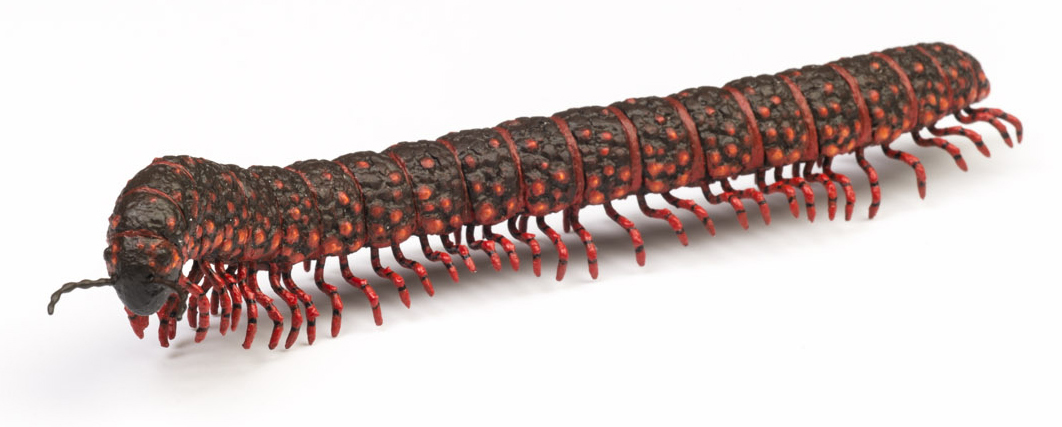
纽氏呼气虫的重建想像圖

巴士司機、业余古生物學家迈克纽曼（Mike Newman）在亞伯丁郡斯通黑文附近、科維的一處沙灘的砂岩中，發現了單一、約長1公分的呼气虫化石斷片。该化石隨後為紀念紐曼而被命名为纽氏呼气虫（Pneumodesmus newmani）。其正模標本位於愛丁堡的蘇格蘭國家博物館。

## 重要性
呼气虫的重要性來自其表皮有些被認為是氣門的構造，這種氣體交換系統只能在陸地上發揮功能，使的呼氣蟲成為已知最早具有氣管系統的節肢動物，也是已知最早的在陸上生活、呼吸氧氣的動物。
多足類的遗迹化石最早可追溯至奧陶紀晚期，但紐氏呼氣蟲是最早的實體化石之一，其年代約為4亿2800万年前，即志留紀的溫洛克期至勒德洛期。最早的蜈蚣出現在1000萬年後，而最早的陸上脊椎動物提塔利克魚則要再過5000萬年才出現。志留紀時，現今蘇格蘭的陸塊是勞倫大陸的一部份，位於南半球的熱帶地區，與現在蘇格蘭的氣候不同。